# Miconia livida
Miconia livida är en tvåhjärtbladig växtart som beskrevs av José Jéronimo Triana. Miconia livida ingår i släktet Miconia och familjen Melastomataceae.
Artens utbredningsområde är Peru. Inga underarter finns listade i Catalogue of Life.